# Hermanos Le Nain

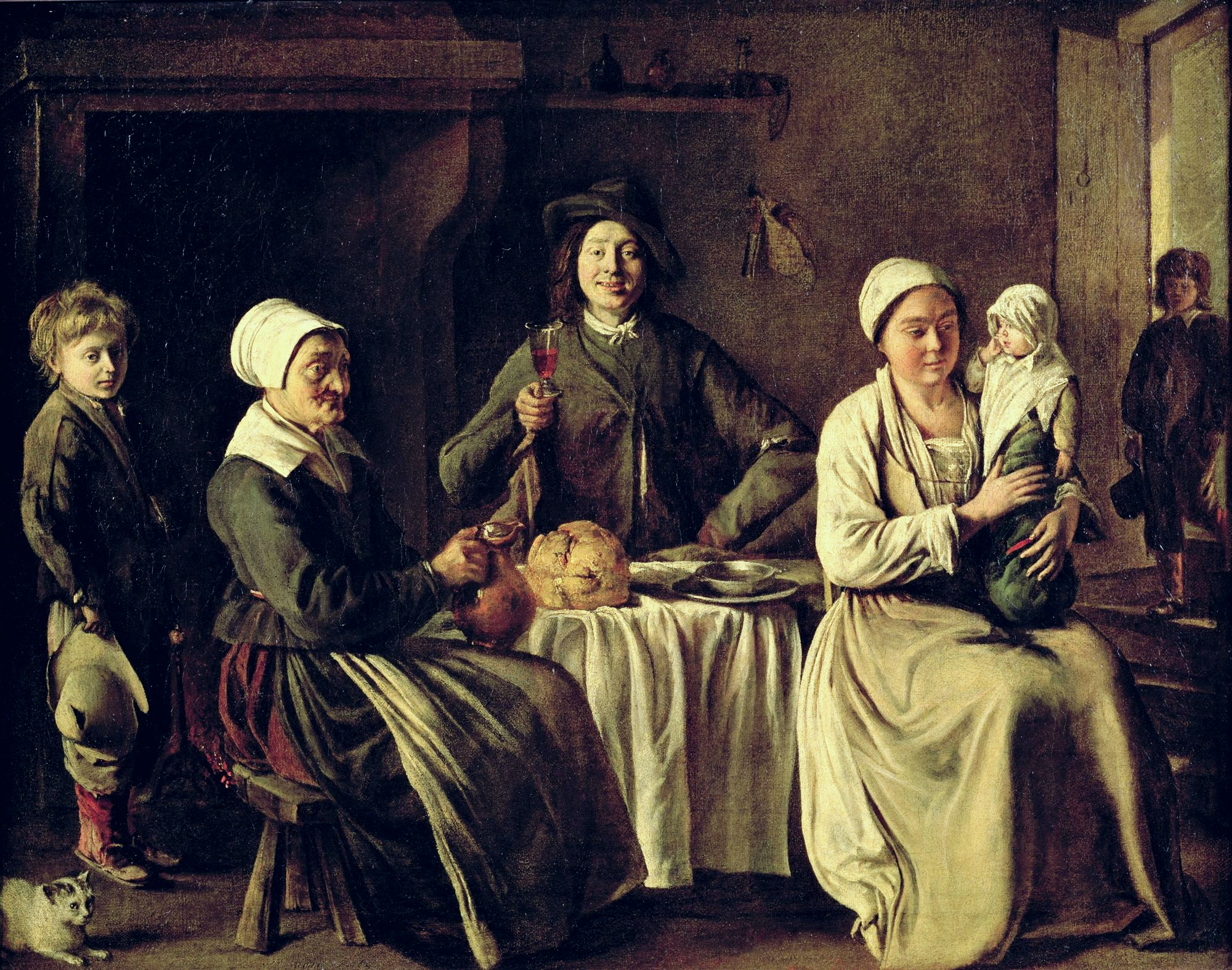
Familia campesina, también llamado De vuelta del bautizo, 1642, por Louis Le Nain, óleo sobre lienzo, 61 x 78 cm; Museo del Louvre, París.

Los tres Hermanos Le Nain fueron pintores en la Francia del siglo XVII:
Antoine Le Nain (h. 1599-1648),
Louis Le Nain (h. 1601-1648), y
Mathieu Le Nain (1607-1677).
Los tres nacieron en Laon (Mathieu en 1607; Antoine y Louis se creyó en principio que nacieron en 1588 y 1593, respectivamente, pero estos datos han sido discutidos: pudieron haber nacido, en lugar de ello, justo antes y justo después de 1600, y hacia 1630 los tres vivían en París.
Debido al gran parecido de sus estilos pictóricos y a la dificultad de distinguir la obra de cada uno de ellos (firmaban sus pinturas únicamente con su apellido, y muchas pudieron ser colaboraciones), normalmente se refiere a ellos como una sola entidad, Le Nain. A Louis se le atribuyen normalmente las pinturas más conocidas, una serie de escenas que representan la vida campesina. Estas escenas de género son a menudo muy literales, pero comprensivas; los sujetos nunca resultan grotescos ni se les ridiculiza. Queda por saber, sin embargo, si algunos de los supuestos «campesinos» serían realmente de clase rural, pues muchos parecen ser simples burgueses pasando su tiempo de ocio en el campo (por ejemplo La familia de la lechera). 
Los hermanos produjeron también miniaturas (en su mayor parte atribuidas a Antoine) y retratos (atribuidos a Mathieu). Mathieu se convirtió en el pintor oficial de París en 1633, y fue nombrado caballero.
Antoine y Louis murieron en 1648. Mathieu vivió hasta 1677.
Las pinturas de Le Nain tuvieron un renacimiento en los años 1840 y, gracias a los esfuerzos de Jules Champfleury, ingresaron en el Louvre en 1848. Champfleury era amigo del pintor realista Gustave Courbet, un teórico del realismo y escritor sobre el arte popular francés. La naturaleza «ingenua» de estas obras, con sus poses estáticas, «extrañas» composiciones y protagonistas campesinos, fueron admiradas y muy bien pudieron haber ejercido cierta influencia en muchos artistas del siglo XIX, especialmente en pintores como Jean-Francois Millet, o el propio Courbet.